# هوكي الدحرجة
هوكي الدحرجة أو هوكي العجل (بالإنجليزية: Roller hockey)‏ وتسمى بالإنجليزية الأمريكية (بالإنجليزية: Rink hockey)‏ أي هوكي الساحة، هي رياضة جماعية تمارس على شكل رياضة الهوكي لكن على أرض صلبة، يستخدم فيها اللاعبين زلاجات العجلات بدلاً من زلاجات في الثلج في هوكي الجليد، كذلك يستخدمون عصا تشبه عصا هوكي الجليد و هوكي الحقل، للتحكم بالكرة الصغيرة التي تتواجد بدلاً من القرص في هوكي الجليد، هذه الرياضة جماعية تلعب بفريقين مع هدفين ولكل فريق 6 إلى 10 لاعبين مع حارس مرمى والذي يجب أن يرتدي الخوذة على رأسه، يلعبون لشوطين ومدة كل شوط هي 25 دقيقة، وتنتهي المباراة بفوز أكثر فريق أحرز أهدافاً، لهذه الرياضة شعبية كبيرة في عدة دول من أمريكا اللاتينية ، وتقام بطولة العالم لهذه الرياضة في كل سنتين، حيث بدأت البطولة في سنة 1936، تعتبر منتخب إسبانيا لهوكي الدحرجة أكثر من حمل لقب البطولة حيث فازت 15 مرة باللقب بينما فازت البرتغال ب14 مرة وفازت الأرجنتين 5 مرات و إيطاليا 4 مرات و إنجلترا مرتين وهناك دول أخرى قوية في هذه الرياضة مثل فرنسا وسويسرا وأندورا وألمانيا، أما أقوى الأندية في هذه الرياضة فهي بنفيكا وبرشلونة وبورتو وبارسيلوس وريوس ديبورتيو وإيغوالادا ولا كورونيا وفولونياكا، أما أصل هذه الرياضة يعود لسنة 1878 في مدينة لندن في إنجلترا  ويقوم إتحاد هوكي الدحرجة الدولي بالإشراف على منافسات هذه الرياضة.

## وصلات خارجية
- فيديو تعريفي للرياضة